# Svevlad Slamig
Svevlad Slamnig  (Metković, 7. ožujka 1924. -  Zagreb, 19. veljače 1999.), hrvatski je pripovjedač, književni prevoditelj, esejist i književni kritičar.
Školovao se u rodnom Metkoviću, Širokom Brijegu, Dubrovniku i Zagrebu. Diplomirao i magistrirao na Filozofskom fakultetu u Zagrebu. Po struci je filolog i glotodidaktičar. Radni vijek proveo kao srednjoškolski profesor (pretežito u Bosni), a pri kraju je karijere bio nekoliko godina sveučilišni predavač. Preveo je petnaestak knjiga, dok je kao izvorni autor zastupljen u zbirnim izdanjima Za blagdanskim stolom (Zagreb, 1970.) i Hrvatskom neretvanskom zborniku (Metković, 1993.). 
Djela: Čiopa (roman, 1996.), novele, eseji i književne kritike - u časopisima i dnevnim listovima.